# Mecistogaster
Mecistogaster là một chi chuồn chuồn kim thuộc họ Pseudostigmatidae.

## Các loài
Chi này có các loài sau:
- Mecistogaster amalia (Burmeister, 1839)[1]
- Mecistogaster amazonica Sjöstedt, 1918
- Mecistogaster asticta Selys, 1860
- Mecistogaster buckleyi McLachlan, 1881[2]
- Mecistogaster jocaste Hagen, 1869
- Mecistogaster linearis (Fabricius, 1776)
- Mecistogaster lucretia (Drury, 1773)
- Mecistogaster martinezi Machado, 1985 (nomen obscurum)
- Mecistogaster modesta Selys, 1860
- Mecistogaster ornata Rambur, 1842[3][4]
- Mecistogaster pronoti Sjöstedt, 1918[5]